# DASH7
DASH7 is een RFID-standaard voor draadloze sensornetwerken en werkt in de 433MHz-ISM/SRD-band. Een DASH7-module biedt een bereik tot 2 km, een lange levensduur van de batterij en er treedt een kleine vertraging op als er verbinding wordt gemaakt met bewegende dingen. Het werkt met een AES 128-bit shared key-encryptie en kan een snelheid van 200 kbits/s bereiken om data te verzenden.

## Internationale standaard
DASH7 is gebaseerd de ISO/IEC 18000-7 open standaard voor de 433MHz-ISM-band air interface voor draadloze communicatie. De frequentie (433 MHz) is wereldwijd beschikbaar. Oorspronkelijk waren de draadloze netwerken ontworpen voor militair gebruik.
Het DASH7 Alliance Protocol (DASH7 AP) is een verdere uitbreiding op deze standaard van de DASH7 Alliance.

### Geschiedenis
- In januari 2009 heeft het Amerikaanse ministerie van Defensie de grootste RFID-opdracht gegund. Een contract met een waarde van 429 miljoen dollar voor DASH7-apparaten werd uitgereikt aan vier hoofdaannemers: Savi technology, Northrop Grumman Information Technology, Unisys en Systems & Processes Engineering Corp. (SPEC).
- In maart 2009 werd de DASH7 Alliance opgestart en telde in juli 2010 al meer dan vijftig deelnemers in 23 landen. DASH7 doet hetzelfde voor de ISO 18000-7 standaard zoals de Wifi Alliance dit doet voor IEEE 802.11.
- In april 2011 kondigt de DASH7 Alliance DASH7 mode 2 aan. Dit is een volgende generatie van DASH7, deze maakt beter gebruik van het moderne silicium om een snellere doorvoer te bekomen. Het resulteert ook in minder vertraging, het ondersteunen van sensoren etc.
- In augustus 2013 bracht de DASH7 Alliance de DASH7 Alliance Protocol Draft 0.2 uit.

## Technische samenvatting
Bereik is afhankelijk van veel factoren inclusief het uitgangsvermogen van de zender, zodat zenders met een hoger vermogen kunnen communiceren over langere afstanden. Daarnaast is het bereik ook nog eens afhankelijk van de communicatie datasnelheid, zodat hogere snelheden (bijvoorbeeld 200-250 kbits/s) een lagere communicatie afstand zullen leveren dan bijvoorbeeld 10 kbits/s. Bij lagere datasnelheden is er minder sprake van ruis op het kanaal, dus de verhouding tussen het signaal en de ruis verhoogt alsook de gevoeligheid van de ontvanger. Ook het gemiddelde stroomverbruik hangt af van de communicatie arbeidscyclus. Naast de arbeidscyclus is het gemiddelde stroomverbruik bijna volledig afhankelijk van de implementatie van de silicium-chip en heeft niets te maken met de frequentie die gekozen wordt. Hoe vaak er energie wordt verbruikt hangt af van de applicatie.

### 433,92 MHz
DASH7 maakt gebruik van de frequentie 433,92 MHz. Het is ideaal voor draadloze sensor netwerk applicaties aangezien het door water en beton dringt. Maar ook omdat het de mogelijkheid heeft om over zeer lange afstanden te zenden/ontvangen zonder dat het veel vermogen verbruikt.
Merk op dat 433,92 MHz hetzelfde is als 13,56 × 32, wat wil zeggen dat DASH7-radio's dezelfde antennes kunnen gebruiken als de 13,56MHz-radio's inclusief near field communication, FeLiCa en MIFARE.

### Tag-to-tag-communicatie
In tegenstelling tot de meest actieve RFID-technologieën ondersteunt DASH7 tag-to-tagcommunicatie. Door in combinatie met de lange afstand en de signaal propagatie-voordelen van 433 MHz te werken vormt dit een goede vervanger voor de meeste draadloze "mesh" sensor netwerktechnologieën. DASH7 ondersteunt ook sensoren, encryptie, IPv6 en andere functies.

### BLAST netwerktechnologie
Netwerken die gebaseerd zijn op DASH7 verschillen van de typische draad-lijn en draadloze netwerken die gebruikmaken van een "sessie". DASH7 netwerken bieden applicaties waarbij laag stroomverbruik essentieel is, data transmissie is meestal veel trager en/of sporadisch net als telemetrie. Dus in plaats van het namaken van een draad-lijn "sessie" is DASH7 ontworpen met het concept BLAST:
BurstyData-overdracht is abrupt en bevat geen inhoud zoals video, audio of andere isochrone vormen van data.
LichtVoor de meeste applicaties zijn de pakketgroottes beperkt tot 256 bytes. De overdracht van meerdere opeenvolgende pakketten is mogelijk, maar wordt indien mogelijk vermeden.
AsynchroonDe belangrijkste methode van DASH7 is command-reactie, die door het ontwerp geen "handshake" of synchronisatie vereist tussen apparaten.
StealthDASH7-apparaten hebben geen periodieke bakens nodig om in staat zijn te reageren op de communicatie.
TransitiefEen DASH7-systeem van apparaten is inherent mobiel of transitioneel. In tegenstelling tot andere draadloze technologieën DASH7 is upload-centric, niet download-centric, dus de apparaten moeten niet uitgebreid beheerd worden door vaste infrastructuren.

### Integrated query protocol
DASH7 mode 2 ondersteunt een ingebouwd query protocol dat "round-trips" minimaliseert voor de meeste messaging-toepassingen die resulteren in een lagere latency en hogere netwerkdoorvoer.

### Bereik
DASH7-apparaten hebben een leesbereik van 1 km of meer, echter zijn er al bereiken tot 10 km getest door Savi Technology.

### Interoperabiliteit
DASH7-apparaten maken gebruik van een enkele globale frequentie, waardoor de implementatie en het onderhoud eenvoudiger wordt in tegenstelling tot apparaten die meerdere frequenties gebruiken.